# DY Centauri
DY Centauri är en eruptiv variabel av RCB-typ (RCB) i stjärnbilden Kentauren.
Stjärnan har magnitud +12,0 och når i förmörkelsefasen ner under +16,4. 